# Luliconazol
El luliconazol, es vendido bajo la marca Luzu entre otras, es un medicamento utilizado para tratar el pie de atleta, la tiña inguinal y la tiña. Este medicamento se aplica en la zona afectada.
Los efectos secundarios de este medicamento incluyen picazón y dolor;  otros efectos secundarios pueden incluir dermatitis de contacto. La seguridad de este medicamento durante el embarazo y la lactancia no está clara. Pertenece a la familia de medicamentos imidazólicos.
Este medicamento fue aprobado para uso médico en los Estados Unidos en 2013. En Estados Unidos, un tubo de crema de 60 gramos costaba alrededor de 490 dólares estadounidenses (2021).